# ملو (مهر)
 ملو  نام روستایی از توابع بخش گله‌دار در شهرستان مهر در جنوب استان فارس در جنوب ایران واقع شده‌است.